# Top Of The World/Amazing Discovery
「Top Of The World/Amazing Discovery」（トップ オブ ザ ワールド/アメージング ディスカバリー）は、SMAPの53枚目のシングル。2014年7月16日にビクターエンタテインメントから発売された。

## 概要
通常盤、初回限定盤A、初回限定盤B、UNIVERSAL STUDIOS JAPAN限定盤（以下USJ盤）の4形態で発売される。初回限定盤Aには「Top Of The World」のミュージック・ビデオを収録したDVD、USJ盤、初回限定盤Bには「Amazing Discovery」のミュージック・ビデオを収録したDVDが付属する。通常盤には初回盤未収録の楽曲「Top Of The World（THE LOWBROWS Remix）」が収録されている。
「Top Of The World」は、7月26日・27日に放送された『武器はテレビ。SMAP×FNS27時間テレビ』内の『45分3秒27曲ノンストップメドレー(SUPER MEMORIAL ADRENALIN PARTY)』で、2曲目として披露された。さらに、2014年12月31日に放送された第65回NHK紅白歌合戦で「SHAKE」「世界に一つだけの花」とともに「みんなで歌おう!SMAPメドレー」の3曲目として披露された。
同曲は8分の7拍子という特異なリズムとなっている。

## メディアでの使用
- 「Top Of The World」は関西テレビ・フジテレビ系『SMAP×SMAP』のテーマソング。
- 「Amazing Discovery」はSMAPが大使を務める、ユニバーサル・スタジオ・ジャパンのテーマソングおよびCMソングとなっている。同パークに新アトラクションのオープンやアニバーサリーイベント等を伴わない純粋なテーマソングが設定されるのは開業以来初。また「Battery」が搭載されているアトラクションハリウッド・ドリーム・ザ・ライドの曲としても搭載されている[5]。

## チャート成績
- 2014年7月28日付のオリコンチャートで、初週12.3万枚を売り上げて初登場1位を獲得した。「freebird」から20作連続、通算31作目の首位獲得となった[6]

## 収録曲

### CD

#### 通常盤・初回限定盤A
1. Top Of The World
作詞：いしわたり淳治 作曲：MIYAVI 編曲：CMJK
  - フジテレビ系『SMAP×SMAP』テーマソング
2. Amazing Discovery
作詞・作曲・編曲：中田ヤスタカ
  - 「ユニバーサル・スタジオ・ジャパン」テーマソング
  - ユニバーサル・スタジオ・ジャパン内アトラクション「ハリウッド・ドリーム・ザ・ライド」搭載曲
3. Top Of The World (THE LOWBROWS Remix) 
  - 今作の1曲目のリミックスバージョン

通常盤のみ収録。
4. Top Of The World (back track)
5. Amazing Discovery (back track)

#### 初回限定盤B・UNIVERSAL STUDIOS JAPAN限定盤
1. Amazing Discovery
2. Top Of The World
3. Amazing Discovery (back track)
4. Top Of The World (back track)

### DVD

#### 初回限定盤A
1. Top Of The World  (Music Video)

#### 初回限定盤B・UNIVERSAL STUDIOS JAPAN限定盤
1. Amazing Discovery  (Music Video)